# Rang (bactériologie)
Pour les articles homonymes, voir Rang.
En nomenclature bactérienne, un taxon est habituellement assigné à un rang dans une hiérarchie. Le rang plus important est l'espèce (species). Selon Art 5b-5c du « International Code of Nomenclature of Prokaryotes » les rangs suivants sont permis :
phylum (phylum)
classe (classis)
- - - - - - sous-classe (subclassis)
ordre (ordo)
- - - - - - sous-ordre (subordo)
famille (familia)
- - - - - - sous famille (subfamilia)
- - - - - - tribu (tribus)
- - - - - - sous-tribu (subtribus)
genre (genus)
- - - - - - sous genre (subgenus)
espèce (species)
- - - - - - sous-espèce (subspecies)
Le mot « variété » est un synonyme de « sous-espèce ».
Les taxons des rangs, depuis classe jusqu'à sous-genre inclus, ont un nom d'un seul mot. Les espèces ont un nom de deux mots : une combinaison binaire. Les sous-espèces ont un nom de trois mots : une combinaison ternaire.
Exemples :
Pseudomonadaceae
Corynebacterium helvolum (Zimmermann 1890) Kisskalt and Berend 1918
Bacillus cereus subsp. mycoides (Flügge 1886) Smith et al. 1946
La nomenclature bactérienne ne doit pas être confondue avec la taxinomie bactérienne : en taxinomie on peut utiliser davantage de rangs, mais ces rangs n'ont pas de statut dans le « International Code of Nomenclature of Prokaryotes », et les noms n'ont pas de valeur nomenclatural. Depuis 2021, l'ICSP a inclus dans le nouveau code de nomenclature des procaryotes (ICNP) tous les rangs jusqu'au rang de phylum compris.